# Третьяков, Иван Андреевич
Ива́н Андре́евич Третьяко́в (1735—1776) — русский учёный-юрист, экстраординарный профессор Московского университета, исследователь проблем правовой науки.

## Биография
Происходил из духовного звания. Начальное образование получил в Тверской духовной семинарии, по окончании курса которой в 1761 году поступил в студенты Московский университет. Исполнял обязанности корректора университетской типографии. В 1760 году вместе с С. Е. Десницким был отправлен из Москвы в Санкт-Петербург, а оттуда (1761) командирован в университет Глазго, где изучал философию, юриспруденцию, медицину, математику, химию и историю. Выдержал экзамен на степень доктора прав и в 1767 году защитил докторскую диссертацию на степень доктора римского права: «Disputatio juridica de in jus vocando» (О вызове в суд). В Глазго Третьяков и Десницкий испытывали финансовые затруднения, вынуждены были делать долги и, не получая денег из университета, обращались за помощью в российское посольство в Лондоне. В 1765 году куратор В. Е. Адодуров начал разбирательство о характере занятий Третьякова и Десницкого в Глазго и приказал им возвратиться в Россию. В 1767 году Третьяков вернулся на родину (его долги в Шотландии оплатил Сенат), выдержал в Московском университете экзамен на право преподавания юриспруденции, представил публичные лекции и начал читать историю права. В ноябре 1767 по распоряжению Адодурова он был подвергнут экзамену по математике, который не выдержал, но после заступничества Шувалова разбирательство по командировке было прекращено. С ноября 1767 года, получив разрешение от императрицы Екатерины II, Третьяков вместе с Десницким начали читать на юридическом факультете лекции на русском языке.
Был назначен экстраординарным профессором Московского университета (май 1768), ординарным профессором (1770). Преподавал институции и историю римского права.
В 1776 году вышел в отставку и вскоре умер, 16 (27) мая 1776 года.
Вклад в развитие правовой науки его весьма скромен. Из трёх изданных работ лишь одна относится непосредственно к правоведению. Это «Слово о римском правлении и разных оного переменах» (Москва, 1769).
Всю историю римского права автор делил по формам правления на три эпохи: царей, республики и империи.
Другие работы: «Слово о происшествии и учреждении университетов в Европе на государственных иждивениях» (Москва, 1768), Рассуждение о причинах изобилия и медлительного обогащения государства, как у древних, так и у нынешних народов (Москва, 1772).
В них автор защищал право государства на вмешательство в экономическую сферу общества, а также критиковал крепостное право.